# Estación Gorbea
Gorbea es una estación ubicada en la comuna chilena de Gorbea, en la Región de la Araucanía, que es parte de la Línea Troncal Sur. Actualmente no posee servicios de pasajeros. 
En 2024 inició proceso de contratación para rehabilitar toda la infraestructura ferroviaria, con el fin de que la estación sea parada para el Tren Temuco-Pitrufquén. Se espera que entre en operaciones para 2026.

## Historia
La estación Gorbea es construida dentro del plan de extensión del ferrocarril desde Pitrufquén hasta Antilhue. El ferrocarril ya había sido inaugurado hasta Pitrufquén el 23 de noviembre de 1898.
Los trabajos de construcción del tramo Pitrufquén-Antilhue comienzan oficialmente el 10 de octubre de 1899 y finalizan el 11 de marzo de 1907, cuando se entregan las obras concluidas de la red, incluyendo puente, vías y estaciones, que incluían a la estación Gorbea.
Desde el 6 de diciembre de 2005, la estación fue parada del servicio Regional Victoria-Puerto Montt —inaugurado por el presidente Ricardo Lagos—, lo que significó la renovación completa del edificio estación, andenes y rieles. Sin embargo, el servicio no continuo al iniciar el primer gobierno de la presidenta Michelle Bachelet. El 2 de octubre de 2006, se inauguró un Servicio Victoria-Gorbea. Sin embargo, este servicio fue suprimido.[cita requerida]
En la madrugada del 30 de junio de 2014, la estación fue afectada en un 80% debido a un incendio que afectó al inmueble de madera, considerado como patrimonio municipal.

### Proyecto de reapertura
Dentro del proyecto del Tren Temuco-Pitrufquén, existe el plan para que se extienda por el sur hasta esta estación.
En 2018 el presidente de EFE, Pedro Pablo Errázuriz, señaló que el proyecto ferroviario Metrotren Araucanía que una la estación Victoria con la estación Gorbea se halla en una etapa avanzada de estudios. En enero de 2022 se encuentra en agenda la extensión del servicio desde Padre las Casas hasta Gorbea. Para la misma fecha se señala que esta sección —y la estación— esté operativa en 2026.
Se anunció que en 2024 se iniciará el proceso de contratación para recuperar la infraestructura ferroviaria hasta Gorbea.